# 赤化
赤化（せっか、せきか）は、国の体制が社会主義国になること、または人の思想が社会主義や共産主義になること。

## 由来
フランス革命時、ブルボン朝に反対した急進派の市民軍は王国政府が掲げた戒厳令旗である赤旗を奪い、逆にそれを革命の象徴とした。それを機に赤旗は進歩主義や革新の象徴とされるようになり、次第に社会主義・共産主義の象徴とされるようになっていった。
そして、その事から社会主義化・共産主義化の事を「赤化」と呼ぶようになったという。

## 歴史
ロシアでは革命による帝政終焉後、ロシア臨時政府を経て1922年に世界で初めての社会主義国であるソビエト社会主義共和国連邦（ソ連）が建国された。社会主義は次第に勢力を広げ、第二次世界大戦が終わった頃にはアメリカ合衆国を中心とする資本主義・民主主義諸国（西側）とソ連を中心とする社会主義・共産主義諸国（東側）に分かれ、東西冷戦の構造が出来上がっていた。
冷戦中、資本主義陣営に入るか社会主義陣営に入るかで世界中の国々が揺れた。朝鮮半島は南北に、ドイツは東西に分断された。中国では共産党が国を統治した。朝鮮では東西冷戦の代理戦争である朝鮮戦争が始まった。
かつて枢軸国であったハンガリー、ルーマニア、ブルガリアは戦後ソ連に占領されて赤化し、ポーランド、チェコスロバキア、ユーゴスラビア、アルバニアなどの東欧諸国も次々に赤化していった。
一方その頃、冷戦の影響はアジアにも及んでいた。ヨーロッパの冷戦は鉄のカーテンと揶揄されたが、アジアでは竹のカーテンと呼ばれた。アメリカは中国や北朝鮮を警戒していたが、中でも危険視していたのがベトナムであった。当時のベトナムは共産主義の北ベトナムと反共主義の南ベトナムに分かれた分断国家であった。
もしベトナムが赤化すれば、周辺のラオスやカンボジアまで赤化しかねない（ドミノ理論）と考えたアメリカは南ベトナムを援助し、韓国、オーストラリア、タイ、フィリピン、ニュージーランドなどの反共諸国と共にベトナム包囲網を作り上げた。だがしかし、南ベトナム国内で左翼ゲリラのベトコンが暗躍。そこでアメリカは南ベトナム解放民族戦線を支援している北ベトナムそのものを崩壊させるべく「北爆」を開始。ついにベトナム戦争が始まった。当初はアメリカ軍が優勢だったものの、ソ連、中国、北朝鮮の援助もあって次第に北ベトナム軍が優勢になっていき、南ベトナム解放民族戦線のゲリラ戦も相まって1973年3月29日、ついに米軍はベトナムから撤退した。
アメリカはなんとか撤退できたものの、2年後の1975年、サイゴン陥落で南ベトナムは崩壊。ベトナムは北側によって統一された。また、ラオスもパテート・ラーオによって赤化し、カンボジアもクメール・ルージュによって赤化した。
こうして社会主義・共産主義勢力は確実に勢力を拡大させていった。しかし、1989年にはベルリンの壁崩壊によって東西ドイツが統一され、東欧革命で東欧諸国も次々に民主化した。そして1991年には東側諸国の盟主であったソ連が崩壊してロシアへと変わり、冷戦は社会主義（共産主義）陣営の敗北に終わった。
現在の社会主義国は、中国、北朝鮮、ベトナム、ラオス、キューバの5ヶ国のみとなっている。